# Disney's River Country
Koordinaten: 28° 24′ 41″ N, 81° 33′ 53″ W
Disney's River Country war der erste Wasserpark des Walt Disney World Resorts in Bay Lake, Florida. Der Park befand sich am Ufer des Bay Lake und in der Nähe von Disney's Fort Wilderness Resort & Campground. Er wurde am 20. Juni 1976 eröffnet und am 2. November 2001 auf unbestimmte Zeit geschlossen. Am 20. Januar 2005 gab die Walt Disney Company bekannt, dass der Park dauerhaft geschlossen bleibt. Damit war der Wasserpark der zweite Disney-Themenpark, neben Discovery Island, der endgültig geschlossen wurde und nicht abgerissen, sondern langsam verrottet ist.
Im Jahr 2022 wurden Pläne für ein neues Hotel, Reflections - A Disney Lakeside Lodge, am ehemaligen Standort von Disney's River Country zur Erweiterung der Hotel-Resorts angekündigt, aber es kam zu Verzögerungen und die Eröffnung wurde bisher nicht realisiert. 

## Geschichte

### Entwicklung
Disney's River Country war der erste Wasserpark des Walt Disney World Resorts in Bay Lake, Florida. Der Park befand sich am Ufer des Bay Lake und in der Nähe von Disney's Fort Wilderness Resort & Campground. Er zeichnete sich durch ein einzigartiges Konzept aus, das sich an einem „alten Schwimmloch“ orientierte, inspiriert von den Geschichten Mark Twains, und bot eine Kombination aus Natur und Wasserattraktionen. Die Imagineers entwickelten den Park unter dem Titel „Pop’s Willow Grove“ und wollten ein Erlebnis schaffen, das den Gästen das Gefühl gab, in einem nostalgischen Schwimmloch zu sein, das Huckleberry Finn besuchen könnte. Die Attraktionen umfassten ein Hauptbecken, das mit Wasser aus dem Bay Lake gespeist wurde, sowie mehrere Rutschen und einen kinderfreundlichen Bereich. Der Wasserpark hatte ein einzigartiges Filtersystem, das frisches, gereinigtes Wasser aus dem Bay Lake pumpte, um sicherzustellen, dass kein schmutziges Wasser in den Park eindrang. Das Wasser wurde über ein Filtersystem vom Lake in eine künstliche Bergstruktur geleitet, um eine kontinuierliche Wasserzufuhr zu gewährleisten. Die Gestaltung umfasste miniaturisierte Berge, einen weichen Sandboden im Pool und Felsformationen, was viele Besucher anzog. Zu den beliebtesten Attraktionen zählten die „Whoop 'n' Holler Hollow“-Rutschen und der „White Water Rapids“, die zusammen ein unvergessliches Erlebnis für Besucher aller Altersgruppen boten. River Country war bekannt für seine einzigartige Gestaltung und zog viele Familien an, die das naturnahe Ambiente schätzten.

### Eröffnung
Die große Eröffnung von River Country fand am 20. Juni 1976 statt, mit über 700 Reportern und deren Familien, die mit speziellen Eintrittsbändern ausgestattet waren, die mit festlich gestalteten Münzen versehen waren. Präsident Fords 18-jährige Tochter Susan Ford half bei der Eröffnung und markierte den Debüt des Parks, indem sie die 260 Fuß lange Whoop 'n' Holler Hollow-Rutsche hinunterrutschte. Zur Eröffnung war Disney's River Country der erste richtige Wasserpark der Welt. Ein Jahr danach wurde in Orlando Wet ’n Wild eröffnet.

### Schließung
Im Laufe der Jahre begann der Park, aufgrund steigender Konkurrenz durch die neueren Wasserparks Typhoon Lagoon (1989) und Blizzard Beach (1995) sowie geänderter Umweltgesetze, an Beliebtheit zu verlieren. Die neuen Parks boten weit mehr Attraktionen und nutzten fortschrittlichere Filtersysteme. Nach den Ereignissen des 11. Septembers 2001, die zu einem Rückgang des Tourismus führten, wurde River Country im April 2002 vorübergehend geschlossen. Die Gründe für die Schließung sind umstritten, wobei die Probleme mit der Wasserreinigung und Gesundheitsbedenken, einschließlich eines tödlichen Vorfalls mit einer seltenen Amöbe in den 1980er Jahren, kursierten. Es gab auch Berichte über Ertrinkungsunfälle im Park, die zur Besorgnis über die Sicherheit des Wassers führten. Schließlich wurde 2005 bekannt gegeben, dass der Park dauerhaft geschlossen bleibt. Seit der Schließung ist der Park ungenutzt und verfallen, wobei die Natur zunehmend Besitz von den einst belebten Attraktionen ergriffen hat.

### Geplantes Hotel
Im Jahr 2018 kündigte Disney die Pläne für ein neues Hotel namens "Reflections – A Disney Lakeside Lodge" auf dem Gelände des ehemaligen River Country an, um die Fläche zu revitalisieren und die Attraktivität der Region zu erhöhen. Die Eröffnung des Hotels war ursprünglich für 2022 geplant und sollte über 1700 Zimmer und Villen bieten, die auf Disney-Filmen basieren. Allerdings wurden die Bauarbeiten aufgrund der COVID-19-Pandemie und anderer Umstände gestoppt, und bis heute gibt es keine offiziellen Updates zur Eröffnung des Hotels, was die Zukunft des Geländes ungewiss lässt.

## Infrastruktur
Disney's River Country hatte nur eine begrenzte Anzahl an Parkplätzen. Um zum Park gelangen mussten die Gäste in der Regel per Bus oder Auto zum Fort Wilderness um dann per Bus, Tram oder Fort Wilderness Railroad (betrieben in den 1980er) zum Park zu gelangen.

## Layout und Attraktionen
Fotos und Karten von River Country zeigen, dass der Park zwei Gewässer umfasste. Das kleinere war ein sauberes, klares Schwimmbecken. Das größere wirkte wie eine natürliche Bucht, die scheinbar vollständig zum Bay Lake, dem größten natürlichen See in Walt Disney World, offen war. Tatsächlich war das Wasser der Bucht jedoch durch eine Barriere am Eingang vom Bay Lake isoliert. Der Wasserspiegel der Bucht lag höher als der des Sees, sodass Wasser aus der Bucht über die Oberkante der Barriere in den Bay Lake fließen konnte, jedoch nicht umgekehrt.

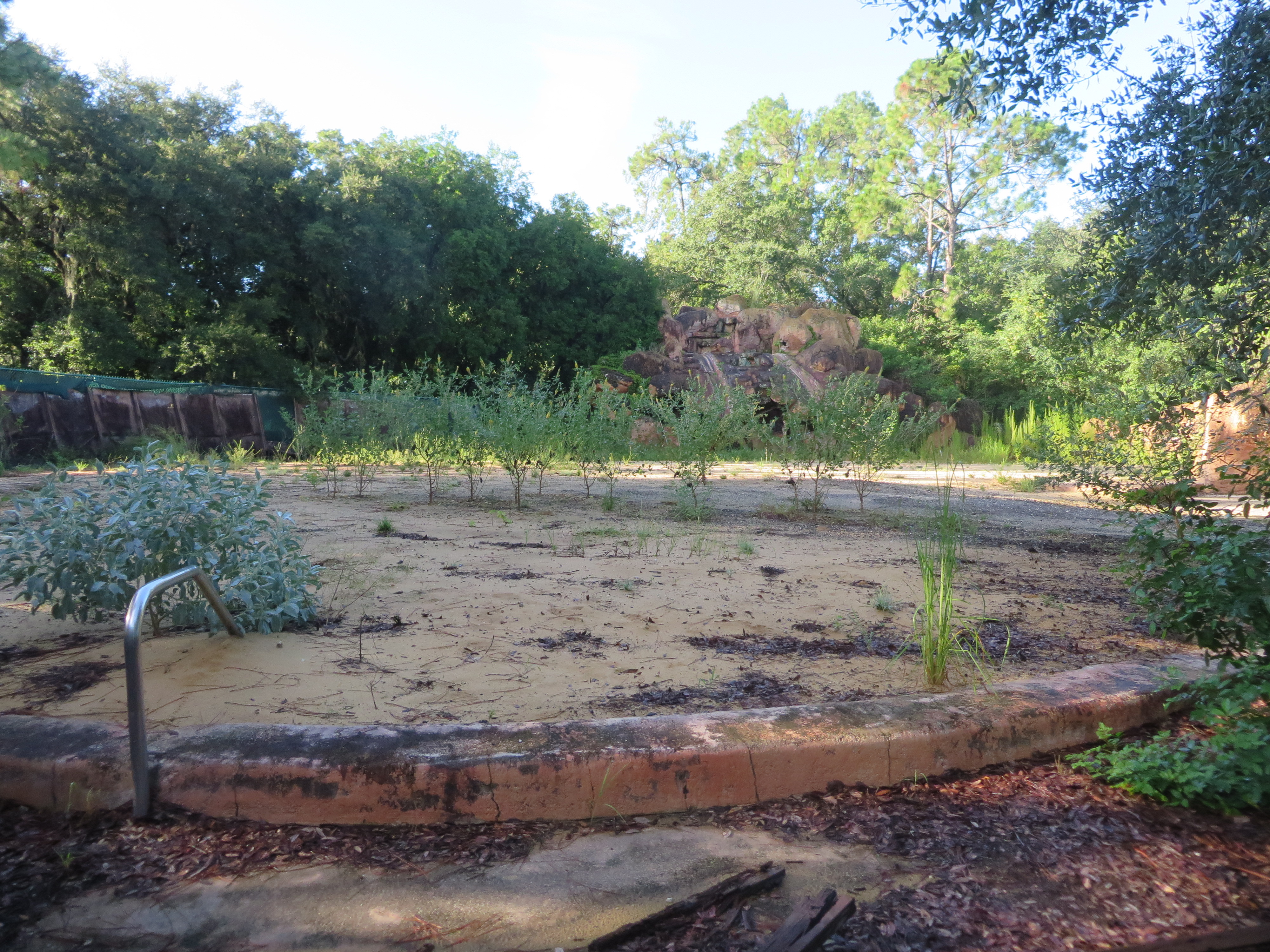

Der Park war deutlich kleiner als Typhoon Lagoon oder Blizzard Beach und bot weniger Attraktionen. Am Eingang befand sich das Hauptservicegebäude, in dem Umkleideräume, Toiletten und Duschen untergebracht waren. Am sogenannten „Towel Window“ konnten Gäste Handtücher ausleihen.

Die Anlage war mit weitläufigen Rasenflächen gestaltet, und ein Holzsteg führte als Naturpfad durch einen Zypressensumpf. Ein breiter Strand lud zum Sonnenbaden ein, und die Schwimmbereiche boten Rutschen und Floßfahrten. Statt Beton fand man Sand und Steine unter den Füßen vor.

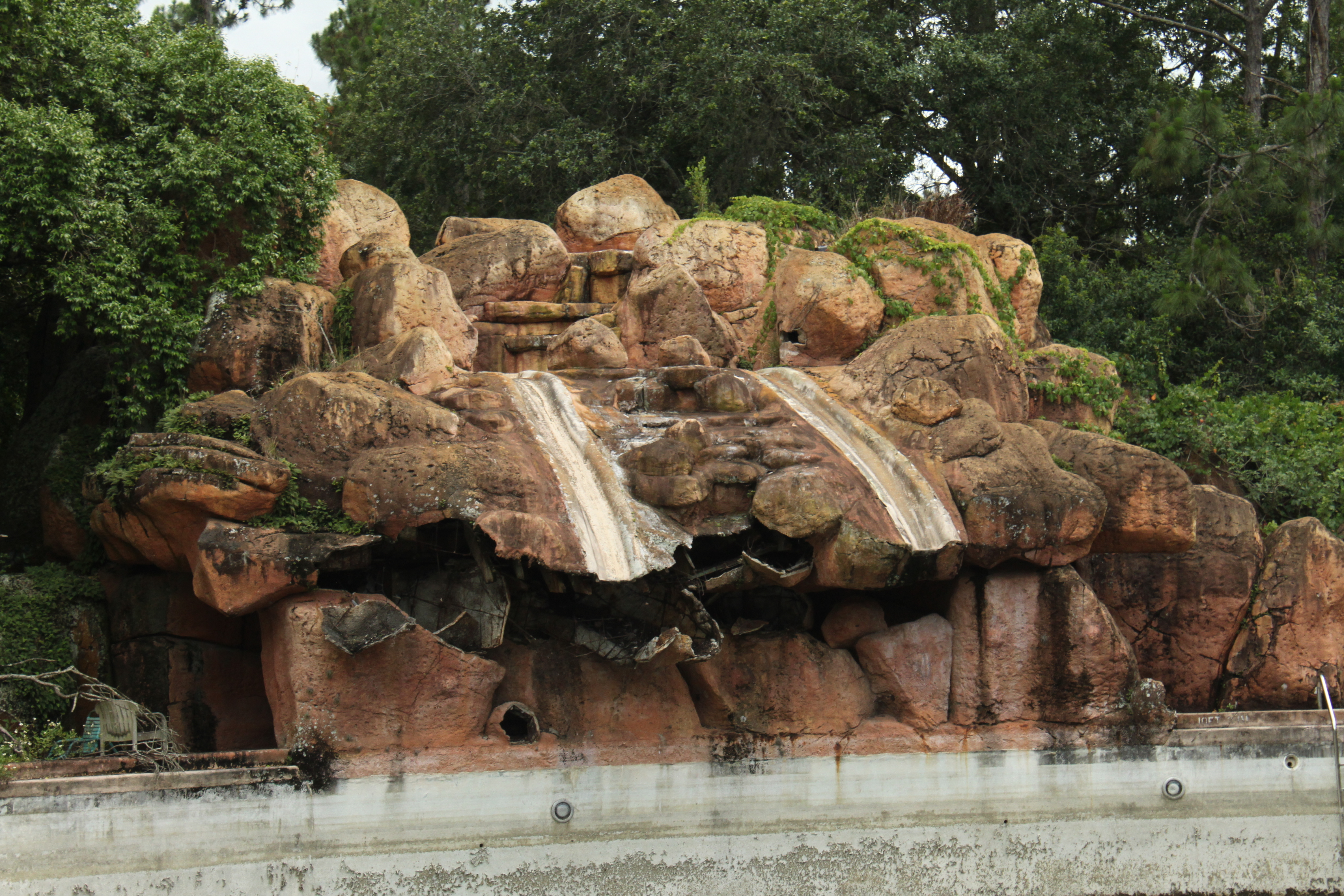
Verlassene Slippery Slide Falls

Folgende Attraktionen bot der Park an:
- Bay Cove – Hauptschwimmbecken des Parks mit Sandboden und -strand und direkt mit dem Bay Lake verbunden.
- Barrel Bridge – Brücke aus einer Reihe von schwimmenden Fässern.
- Whoop ‘n Holler Hollow – Hauptattraktion des Parks, bestehend aus zwei Rutschen.
- White Water Rapids – Lazy-River-Rutsche mit High-Speed-Bereich und Ende im Bay-Cove-Pool
- Boom Swing – befindet sich auf einer winzigen Insel und ermöglicht es, sich an einem hölzernen Schiffsausleger festzuhalten, bevor man hinausschwingt und ins Wasser eintaucht.
- Cable Ride – Zip-Line mit Ende im Pool.
- Tire Swing – Reifenschaukel mit Absprung in den Pool.
- Kiddie Cove – Kinderpool.
- Playground – Wasserspielplatz.
- Upstream Plunge – einziger Bereich mit beheizten Wasser.
  - Slippery Slide Falls – nebeneinander liegende Rutschen mit 4,88 Meter Länge und einen 2,13 Meter tiefen Fall.
- Indian Springs – Planschbecken, ausgestattet mit Wassersprühern
- Cypress Point Nature Trail – Erhöhter Holzsteg über einen Zypressensumpf, umgeben von versunkenen Bäumen und reicher Tierwelt.

## Maskottchen
Goofy war das Hauptmaskottchen des Wasserparks. Man konnte ihn häufig im Badeanzug sehen, wie er die Rutschen hinunterrutschte. Chip und Chap schlossen sich oft an, und das Trio machte Auftritte per Boot oder zu Pferd.
Goofy und seine Freunde übernahmen 1998 eine größere Rolle, als Disney die All-American Water Party einführte, um die rückläufigen Besucherzahlen im River Country anzukurbeln. Während dieser saisonalen Veranstaltung war jeder einzelne Tag der 4. Juli.

## Technologie
Zur Abgrenzung des Wasserparks von Bay Lake wurde eine große Gummiblase verwendet, die sechs Zoll über der Oberfläche des Bay Lake gehalten wurde, mithilfe eines speziellen Sensorsystems, das sicherstellte, dass gefiltertes Wasser den Park verlassen und in den Bay Lake überfließen konnte, während ungefiltertes Wasser River Country nicht verschmutzen konnte. Das Wasser wurde über ein Einlass-Filterrohr vom Bay Lake in ein Pumpensystem innerhalb eines künstlichen Berges geleitet, um eine saubere und sichere Badeerfahrung zu gewährleisten. Mit einer Kapazität von 8.500 Gallonen pro Minute wurde das Wasser kontinuierlich in die Rutschen gepumpt und gleichzeitig in den Park zurückgeführt. 
Während heutige große Themenpark- und Wasserparkattraktionen umfassend mit Computersoftware modelliert werden, war dies während der Entwicklung von River Country anders. „Wir hatten noch keine Computer, und ich erhielt eine flache Zeichnung der vorgeschlagenen Rutschen“, sagt Burke. „Nachdem ich Fotografie im College unter Chouinards Jerry McMillan hatte, schnitt ich die vorgeschlagenen Höhen auf dem Modell aus. Ich rollte dann Fotopapier unter einem roten Licht auf und projizierte einen Film des flachen zweidimensionalen Plans darauf.“ „Der Berg war terrassiert“, erklärt Burke, „also baute ich die Modellrutschen aus Fiberglasabschnitten, die ich aus Gummischläuchen formte und modellierte, die in der Position des Plans lagen.“
Die nachgebildeten Felsen waren mit echten Kieseln aus Bächen in Georgia und den Carolinas verstreut. Die Gäste wurden auch von echten, sandigen Stränden begrüßt, was den Gesamteindruck verstärkte, dass dies ein natürliches Schwimmloch war und nicht etwas, das sorgfältig handgeformt wurde.

## Zwischenfälle
Am 28. August 1980 berichtete die Associated Press über einen tragischen Vorfall, bei dem eine seltene, aber tödliche Erkrankung, verursacht durch eine Amöbe in Süßwasserseen Floridas, ihr viertes Opfer gefordert hatte. Ein 11-jähriger Junge aus New York, der seinen Urlaub im River Country von Walt Disney World verbracht hatte, war an amöbischer Meningoenzephalitis gestorben. Diese Krankheit greift das Nervensystem und das Gehirn an. Der Junge war in der ersten Augustwoche in der Region Orlando und hatte im Wasser des Freizeitparks geschwommen, bevor die Amöbe über die Nase in seinen Körper eindrang und tödliche Schäden anrichtete. Nach den Berichten der Eltern des Jungen, die angaben, dass der Wasserpark der einzige Ort war, an dem er kürzlich schwimmen gegangen war, identifizierten die Ermittler des U.S. Centers for Disease Control in Atlanta und des New Yorker Gesundheitsministeriums River Country als Quelle der Amöbe. Die vorherigen drei Todesfälle, die ebenfalls in Florida gemeldet wurden, standen nicht in Verbindung mit River Country.
Es gab zudem zwei Ertrinkungsfälle im River Country: Howard A. Pueppke, 14 Jahre alt, aus Erie, North Dakota, im Jahr 1982, und Christopher Staff, 13 Jahre alt, aus Longwood, Florida, im Jahr 1989.